# أليخاندرو كروز (لاعب كرة قدم مواليد 1990)
اليخاندرو كروز (بالإسبانية: Álex Cruz)‏ (17 يونيو 1990 موغان إسبانيا - ) هو لاعب كرة قدم إسباني يلعب كلاعب وسط.

## روابط خارجية
- اليخاندرو كروز على موقع قاعدة بيانات كرة القدم.إي يو (الإنجليزية)
- اليخاندرو كروز على موقع Soccerway.com (الإنجليزية)
- اليخاندرو كروز على موقع AS.com (الإسبانية)